# 杉谷拳士
杉谷 拳士（すぎや けんし、1991年2月4日 - ）は、東京都練馬区出身のYouTuber、タレント、元プロ野球選手（外野手・内野手、右投両打）、実業家。
父は元プロボクサーの杉谷満、伯父も元プロボクサーの杉谷実。
令和におけるNPB初の左右打席本塁打達成者。

## 経歴

### プロ入り前
練馬区立大泉第三小学校時代はツバメ野球部でプレーし、練馬区立大泉西中学校時代は東練馬シニアでプレーした。
杉谷の1歳上の兄・翔貴も進学していた帝京高校で1年生から正遊撃手を任され、甲子園には春夏通算で3度出場。
2006年夏の第88回選手権大会では準々決勝・智弁和歌山高校戦の大逆転した直後の9回裏に監督の前田三夫から度胸を買われ投手として緊急登板するも先頭打者に死球を与え、わずか1球で降板し敗戦投手となった（詳細は『第88回全国高等学校野球選手権大会智辯和歌山対帝京』を参照）。
2007年夏には外野のレギュラーに昇格した兄の翔貴と共に連続出場し、前年と同じベスト8に進出。2年時の秋から主将に就任し、スイッチヒッターへ転向した。東東京大会では優勝した関東一高に敗れ、3年時の甲子園出場はなかった。高校通算25本塁打。帝京高校では、1学年上に中村晃と大田阿斗里、1学年下に原口文仁、2学年下には山﨑康晃がいた。
高校卒業後の進路は社会人野球に決まっていたが、プロを諦めきれず日本ハムの入団テストを受け合格。当時の山田正雄GMは「背が低く、足も速くなく、打撃もスローイングも普通。ただし、元気があって目立っていた」と語っている。
2008年のドラフト会議で北海道日本ハムファイターズから6位で指名され、11月11日に契約金1000万円、年俸450万円で仮契約した（金額は推定）。同年のドラフト会議では帝京高校の同級生である髙島祥平も中日ドラゴンズに4位で指名されている。背番号は61。

### 日本ハム時代

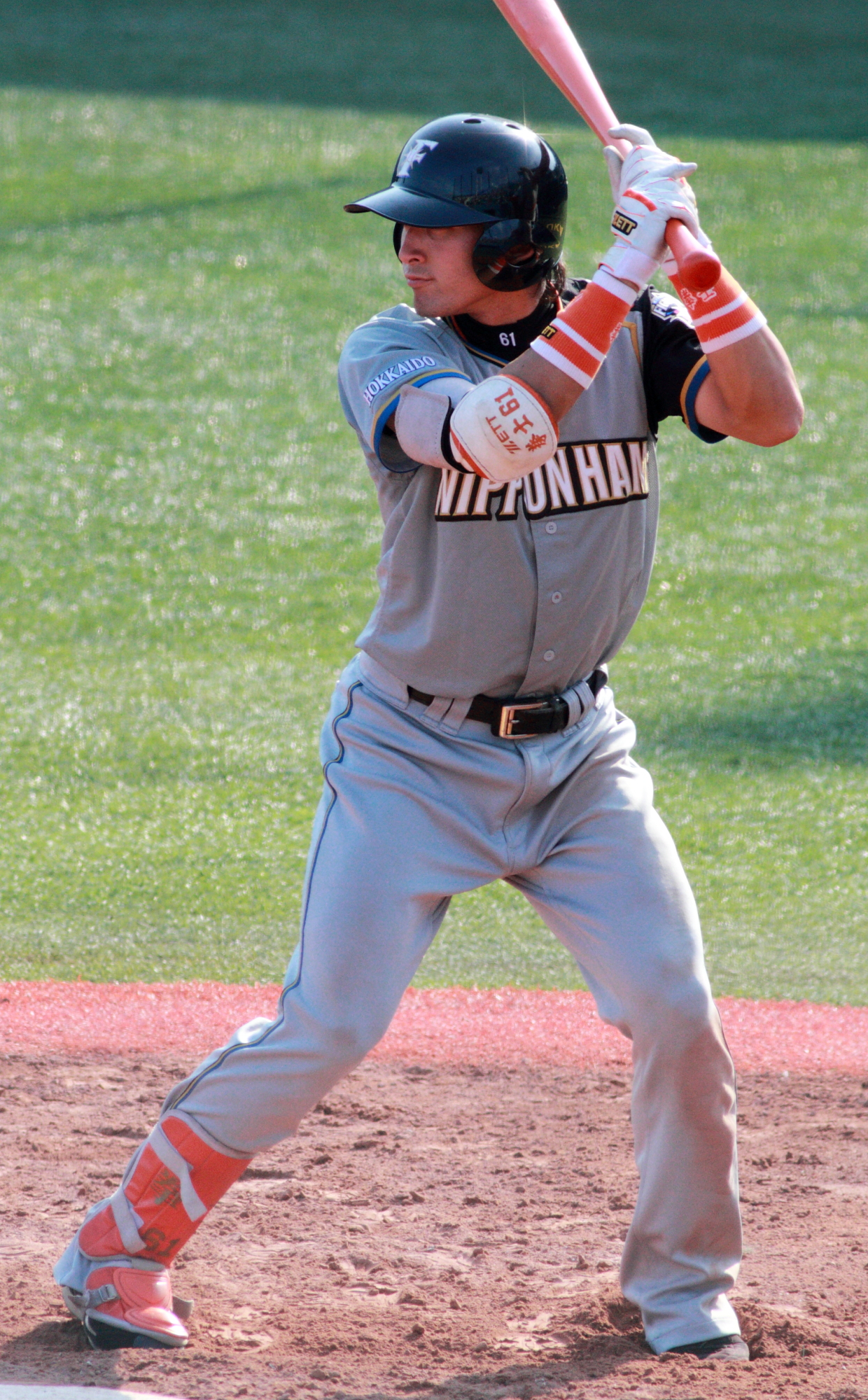
2010年9月18日、横須賀スタジアムにて

2010年（2年目）にイースタン・リーグで133安打を打ち、1998年に高梨利洋（ヤクルトスワローズ）が打ち立てた同リーグのシーズン安打記録を12年ぶりに更新した（2018年に松原聖弥が134安打で更新）。
2011年6月29日に一軍初出場し、7月21日のフレッシュオールスターゲームで優秀選手賞を受賞。
2012年6月26日の東北楽天ゴールデンイーグルス戦に途中出場し、川井貴志からプロ入り初本塁打。その試合におけるチーム唯一の安打でもあった。同年8月8日の福岡ソフトバンクホークス戦には同点で迎えた9回裏二死一・二塁に代打で出場し、森福允彦から左中間を割るサヨナラ適時二塁打を打った。このシーズンは、終盤に離脱した田中賢介に代わって、二塁で西川遥輝と併用され、主に相手の先発が左のときに出場し58試合で打率.235、2本塁打12打点。
2013年は、一軍と二軍を往復することになり、55試合で打率.199に終わった。
2014年は、87試合に出場したが打率は.203だった。
2015年は、序盤から主力の陽岱鋼がケガで離脱し、陽の穴を埋めるように中堅・右翼を中心に先発出場する機会を増やした。交流戦の終了時点で規定打席未到達ながら打率.322、盗塁6、最終的に規定打席に満たなかったが、自己キャリアハイの打率.295を記録した。
2016年より背番号が2へと変更された。同年4月10日の楽天戦で右手患部を痛め途中交代。右手有鈎骨骨折と診断され、手術を受けることとなった。約2か月間離脱し、シーズン終了時に翌シーズンはケガをしないことと、二塁手のポジションを田中賢介から勝ち取ることを宣言した。
2017年は35試合の出場に終わり、契約更改時には「恒例の爆笑会見を封印」となった。オフにはオーストラリアン・ベースボールリーグのブリスベン・バンディッツに参加し、武者修行に励んだ。
2018年は前年を上回る70試合に出場。打率は.231に留まるも岸孝之からの先頭打者本塁打を含む3本を打ち自身のシーズン最多本塁打を更新。守備でも堅実なプレーを見せたことから年俸アップを勝ち取り、年俸は自身最高額を記録した（このことから、恒例の爆笑会見も復活している）。オフにはオーストラリアで前年参加したブリスベンに合流し、リーグ戦には出場せずに自主トレーニングを実施し、2年連続でオーストラリアで年を越した。ブリスベンでは女子プロ野球選手の山崎まりとも合同トレーニングを行った。
2019年5月23日の楽天戦（札幌ドーム）で2018年の田中和基（楽天）以来、史上19人目で42度目の左右両打席本塁打を達成した。ヒーローインタビューでは、かつてファイターズでもプレーをして、NPBで計9度の左右両打席本塁打を達成しているフェルナンド・セギノールにちなみ「これからは『スギノール』として頑張ります！」と話した。また、快挙にもかかわらず2打席ともベンチへ戻るとハイタッチがなかった。「サイレント、サイレントでただの無視じゃないかなと思います」と、サイレントトリートメントならぬ、サイレント無視でチームメイトから冷たい祝福を受けた。この年のオフも自主トレーニング先のオーストラリア・ブリスベンで年を越した。自主トレーニングの休養日には、地元の少年少女を対象とした野球教室も実施している。
2020年、同年初の先発出場となった6月27日の楽天戦（楽天生命パーク宮城）では第2打席でソロ本塁打を打ち、3年連続となる本塁打を記録した。9月に海外FA権を取得したが、権利を行使せずに残留することを決め、500万円増となる推定年俸3500万円で契約を更改した。
2021年5月1日の西武戦（札幌ドーム）では、一軍選手の感染症罹患によって前日に急遽一軍に昇格したばかりだったが、「1番・左翼手」で先発出場。9回二死満塁の場面で宮川哲に対して一度もバットを振らずにサヨナラ押し出し四球を選び、この日時点でシーズン無安打ながらヒーローインタビューを受けた。この試合は5月に行われたパ・リーグの試合で唯一のサヨナラゲームであったが、杉谷の四球は「サヨナラ打」ではないとして月間サヨナラ賞に選出されず、2021年5月のパ・リーグは同賞初の該当者なしの月となり2023年時点では唯一でもある。選出対象外ながら、同賞の公式Twitterでは杉谷のサヨナラの場面が紹介された。この年は最終的に54試合の出場で打率.117、2本塁打、9打点の成績に終わった。オフの11月2日、700万円減となる推定年俸2800万円で契約を更改した。成績が低迷したことから、オフに監督に就任した新庄剛志から、バラエティー番組への出演禁止を言い渡され、杉谷もこの方針を受け入れることを明らかにした。
2022年は51試合に出場し打率.165、3打点、本塁打なしに終わった。

#### 現役引退
2022年シーズン終了後に引退を決断。10月28日に球団事務所で記者会見を行ったが、あくまで「前進会見」として、引退後の第二の人生への決意を前向きに語った。記者会見後にはサプライズで登場した栗山英樹から花束を贈呈された。杉谷は、ここで感極まって涙を流した。
杉谷の引退試合は、11月5日の日本代表強化試合（東京ドーム）という異例なものとなった。試合前練習には鈴木あずさによるアナウンスがサプライズで行われた。杉谷は7回一死一塁の場面で代打で出場し、右飛に倒れた。試合後に両軍選手による5度の胴上げを受けた。また、登場曲『ワンダフルデイズ』が球場内で流れた。

### 現役引退後
現役引退後は、国内外のスポーツマネジメントに関する会社を起業する意向を示している。2023年3月に開催された2023 ワールド・ベースボール・クラシック終了後、YouTuberとしても活動を開始した。2023年4月3日付で、株式会社ZENSHIN CONNECTを設立した。2024年からはフリーの野球解説者としても活動する。

## 選手としての特徴
遠投110メートル、50メートル走5秒9。
高校時代に右打ちから両打ち（スイッチヒッター）に変更した。前田三夫監督の発案で、練習試合で初めて左打席に入り、サイクル安打を記録したという。
内外野すべてのポジションを守れるユーティリティープレイヤーである。

## 人物

### 家族・交友関係
父の杉谷満は元プロボクサーで日本フェザー級王者、伯父の杉谷実も元プロボクサーで日本ジュニアウェルター級王者、と兄弟で日本王者となった。自身も父や伯父が引退後にトレーナーをしていた白井・具志堅スポーツジムに通いトレーニングをしていた時期があった。ジムの会長の具志堅用高からスカウトを受けたこともあった。2018年6月27日の沖縄での試合で具志堅が始球式に登場し、17年ぶり再会を果たした。
2017年10月に結婚したことを発表したが、2020年1月に離婚していたことを発表した。
1年先輩だった中田翔の「世話役」として、主に中田からのいじられ役として取り上げられることが多かった。自身のSNS上で、中田との写真を公開するなどお互いに気心の知れた関係である。

### 人柄
非常に明るい性格であり、日本ハムのOBで野球解説者の岩本勉から「うるさ杉谷」と呼ばれるほどのムードメーカーでもある。また後述のように、野球のプレー以外にも注目されることが多く、日本ハムファンだけでなく野球ファン全体から愛された選手だった。
理容組合北海道日本ハムファイターズ後援会が球団とコラボレーションして、毎年の最新ヘアデザインのモデルを若手選手の中よりファン投票で選出している企画「ファイターズスタイル」の2011年度モデルに選ばれた。
2011年の春季キャンプ中には、『報道ステーション』（テレビ朝日）内スポーツコーナーの特集企画「規格外」にて、大声を上げて打つという点を当時キャスターの栗山英樹に取り上げられた。2011年まで日本ハムに在籍したダルビッシュ有には、まだ「すぎや」は早いということで「すぎたに」と呼ばれていた。
2012年の年末、元チームメイトの木田優夫が『明石家サンタの史上最大のクリスマスプレゼントショー』の生放送に出演する当日に木田の元を訪ね、出演依頼があったわけではないがフジテレビ内まで同行した。
愛称は2019年5月23日の楽天戦で左右両打席本塁打を記録した際に名乗った「スギノール」が定着している。2017年オフから武者修行に励んだオーストラリアでは「Kenny（ケニー）」と呼ばれている。

## エピソード

### 鈴木あずさによるイジリアナウンス
埼玉西武ライオンズでウグイス嬢を務めている鈴木あずさからの「イジリアナウンス」が有名。イジリアナウンスを行うようになったきっかけは、杉谷が自身の地元に近い西武ドームに知り合いを呼ぶことが多く、打撃練習をしている姿をアナウンスして欲しいとリクエストしたことである。イジリの部分は鈴木がアドリブでつけるようになり、これが評判を呼び西武ドームでの名物となった。イジリアナウンスは、2014年シーズンの最終戦から杉谷が引退する2022年11月5日の侍ジャパン壮行試合（東京ドーム）まで行われた。

### リアル野球BAN
2015年より、『夢対決!とんねるずのスポーツ王は俺だ!スペシャル』内の1コーナー「リアル野球BAN」に、帝京高校の先輩でもあるとんねるずの石橋貴明率いる石橋JAPANの一員として参加している。当該番組での活躍などから芸能事務所からのオファーも殺到しているが、本人は「体が動く限りは野球に専念したい」と語っている。
石橋からは大変気に入られており、2020年より開始した石橋のYouTubeチャンネルでは「今週の杉谷」という杉谷の活躍をもとに野球を語るコーナーが設けられている。
しかし、2022年に日本ハム監督に就任した新庄剛志から杉谷に対しバラエティー番組出演を禁じられ、同年は不参加となった。同年限りで現役を引退すると、同年12月収録・2023年1月放送に復帰を果たした。
現役中に出演した2019年1月放送回と、現役引退後に出演した2024年1月放送回でMVPに選出されている。

### 君が代熱唱
2020年には試合前に行われる国歌吹奏の際に君が代を熱唱する姿がインターネットを中心に注目される。熱唱に至ったきっかけは、オフシーズンの自主トレを過ごすオーストラリアにて現地の選手全員が国歌を歌うのに対し日本の選手は歌わないことに気付き、帰国後同じように国歌を歌わなくなってしまった自身を正すためであった。またことを起こす際に、コーチ留学として渡米経験のある矢野謙次や金子誠ら当時の日本ハムコーチ陣の助言が背中を後押ししたという。

### きつねダンス
2022年から、日本ハムのイニング間パフォーマンスとして取り入れられたきつねダンスが人気を集めていた。そんな中、同年6月10日に杉谷がキツネダンスを踊る動画がYouTubeのファイターズ公式チャンネルに投稿された。この動画が話題を呼び、7月27日の時点で300万回を突破した。11月6日現在では413万回再生されている。

## 詳細情報

### 年度別打撃成績
| 年 度      | 球 団      | 試 合 | 打 席 | 打 数 | 得 点 | 安 打 | 二 塁 打 | 三 塁 打 | 本 塁 打 | 塁 打 | 打 点 | 盗 塁 | 盗 塁 死 | 犠 打 | 犠 飛 | 四 球 | 敬 遠 | 死 球 | 三 振 | 併 殺 打 | 打 率 | 出 塁 率 | 長 打 率 | O P S |
| ---------- | ---------- | ----- | ----- | ----- | ----- | ----- | -------- | -------- | -------- | ----- | ----- | ----- | -------- | ----- | ----- | ----- | ----- | ----- | ----- | -------- | ----- | -------- | -------- | ----- |
| 2011       | 日本ハム   | 50    | 110   | 92    | 9     | 17    | 3        | 1        | 0        | 22    | 7     | 7     | 3        | 11    | 0     | 5     | 0     | 2     | 21    | 1        | .185  | .242     | .239     | .482  |
| 2012       | 日本ハム   | 58    | 133   | 115   | 11    | 27    | 3        | 1        | 2        | 38    | 12    | 4     | 2        | 8     | 2     | 7     | 0     | 1     | 18    | 1        | .235  | .280     | .330     | .610  |
| 2013       | 日本ハム   | 55    | 165   | 141   | 11    | 28    | 5        | 1        | 0        | 35    | 8     | 0     | 1        | 11    | 0     | 12    | 0     | 1     | 24    | 2        | .199  | .266     | .248     | .514  |
| 2014       | 日本ハム   | 87    | 146   | 123   | 21    | 25    | 4        | 2        | 2        | 39    | 9     | 11    | 1        | 11    | 0     | 8     | 0     | 4     | 19    | 1        | .203  | .274     | .317     | .591  |
| 2015       | 日本ハム   | 84    | 192   | 166   | 25    | 49    | 5        | 2        | 1        | 61    | 12    | 8     | 7        | 9     | 1     | 9     | 0     | 7     | 28    | 1        | .295  | .355     | .367     | .723  |
| 2016       | 日本ハム   | 62    | 138   | 104   | 11    | 25    | 5        | 1        | 0        | 32    | 9     | 4     | 2        | 23    | 0     | 11    | 1     | 0     | 23    | 1        | .240  | .313     | .308     | .621  |
| 2017       | 日本ハム   | 35    | 85    | 75    | 5     | 11    | 2        | 1        | 0        | 15    | 3     | 1     | 0        | 5     | 0     | 5     | 0     | 0     | 20    | 1        | .147  | .200     | .200     | .400  |
| 2018       | 日本ハム   | 70    | 130   | 104   | 17    | 24    | 4        | 0        | 3        | 37    | 9     | 4     | 2        | 6     | 2     | 12    | 0     | 6     | 20    | 2        | .231  | .339     | .356     | .694  |
| 2019       | 日本ハム   | 83    | 157   | 134   | 15    | 28    | 4        | 1        | 4        | 46    | 12    | 5     | 1        | 6     | 1     | 13    | 1     | 3     | 36    | 2        | .209  | .291     | .343     | .635  |
| 2020       | 日本ハム   | 88    | 161   | 131   | 28    | 29    | 8        | 1        | 2        | 45    | 11    | 4     | 1        | 14    | 0     | 12    | 0     | 4     | 32    | 2        | .221  | .306     | .344     | .650  |
| 2021       | 日本ハム   | 54    | 93    | 77    | 10    | 9     | 2        | 1        | 2        | 19    | 9     | 2     | 2        | 2     | 0     | 10    | 0     | 4     | 27    | 2        | .117  | .253     | .247     | .500  |
| 2022       | 日本ハム   | 51    | 109   | 97    | 9     | 16    | 2        | 0        | 0        | 18    | 3     | 0     | 0        | 4     | 0     | 8     | 0     | 0     | 21    | 0        | .165  | .229     | .186     | .414  |
| 通算：12年 | 通算：12年 | 777   | 1619  | 1359  | 172   | 288   | 47       | 12       | 16       | 407   | 104   | 50    | 22       | 110   | 6     | 112   | 2     | 32    | 289   | 16       | .212  | .286     | .299     | .586  |

### 年度別守備成績
内野守備
| 年 度 | 球 団    | 一塁  | 一塁  | 一塁  | 一塁  | 一塁  | 一塁     | 二塁  | 二塁  | 二塁  | 二塁  | 二塁  | 二塁     | 三塁  | 三塁  | 三塁  | 三塁  | 三塁  | 三塁     | 遊撃  | 遊撃  | 遊撃  | 遊撃  | 遊撃  | 遊撃     |
| 年 度 | 球 団    | 試 合 | 刺 殺 | 補 殺 | 失 策 | 併 殺 | 守 備 率 | 試 合 | 刺 殺 | 補 殺 | 失 策 | 併 殺 | 守 備 率 | 試 合 | 刺 殺 | 補 殺 | 失 策 | 併 殺 | 守 備 率 | 試 合 | 刺 殺 | 補 殺 | 失 策 | 併 殺 | 守 備 率 |
| ----- | -------- | ----- | ----- | ----- | ----- | ----- | -------- | ----- | ----- | ----- | ----- | ----- | -------- | ----- | ----- | ----- | ----- | ----- | -------- | ----- | ----- | ----- | ----- | ----- | -------- |
| 2011  | 日本ハム | -     | -     | -     | -     | -     | -        | 16    | 23    | 28    | 1     | 5     | .981     | -     | -     | -     | -     | -     | -        | -     | -     | -     | -     | -     | -        |
| 2012  | 日本ハム | -     | -     | -     | -     | -     | -        | 5     | 15    | 13    | 0     | 5     | 1.000    | 6     | 2     | 7     | 0     | 0     | 1.000    | 1     | 1     | 2     | 1     | 0     | .750     |
| 2013  | 日本ハム | 3     | 28    | 1     | 0     | 4     | 1.000    | 10    | 15    | 13    | 0     | 1     | 1.000    | 1     | 1     | 1     | 1     | 0     | .667     | -     | -     | -     | -     | -     | -        |
| 2015  | 日本ハム | -     | -     | -     | -     | -     | -        | 18    | 18    | 28    | 1     | 1     | .979     | 5     | 0     | 0     | 0     | 0     | ----     | -     | -     | -     | -     | -     | -        |
| 2016  | 日本ハム | 1     | 12    | 3     | 0     | 2     | 1.000    | 5     | 1     | 2     | 0     | 0     | 1.000    | -     | -     | -     | -     | -     | -        | -     | -     | -     | -     | -     | -        |
| 2017  | 日本ハム | -     | -     | -     | -     | -     | -        | 14    | 22    | 19    | 3     | 3     | .932     | 2     | 2     | 1     | 0     | 0     | 1.000    | -     | -     | -     | -     | -     | -        |
| 2018  | 日本ハム | 2     | 3     | 0     | 0     | 0     | 1.000    | 21    | 30    | 29    | 2     | 1     | .967     | 3     | 1     | 2     | 0     | 1     | 1.000    | -     | -     | -     | -     | -     | -        |
| 2019  | 日本ハム | 14    | 53    | 2     | 1     | 1     | .982     | 8     | 5     | 15    | 0     | 1     | 1.000    | 12    | 4     | 10    | 2     | 0     | .875     | -     | -     | -     | -     | -     | -        |
| 2020  | 日本ハム | 11    | 11    | 4     | 0     | 2     | 1.000    | 9     | 11    | 4     | 1     | 0     | .938     | 1     | 0     | 0     | 0     | 0     | ----     | -     | -     | -     | -     | -     | -        |
| 2021  | 日本ハム | 7     | 32    | 0     | 0     | 3     | 1.000    | 12    | 14    | 27    | 1     | 4     | .976     | -     | -     | -     | -     | -     | -        | -     | -     | -     | -     | -     | -        |
| 2022  | 日本ハム | 8     | 39    | 2     | 0     | 1     | 1.000    | 20    | 19    | 35    | 1     | 10    | .982     | -     | -     | -     | -     | -     | -        | -     | -     | -     | -     | -     | -        |
| 通算  | 通算     | 46    | 178   | 12    | 1     | 13    | .995     | 138   | 173   | 213   | 10    | 27    | .975     | 30    | 10    | 21    | 3     | 1     | .912     | 1     | 1     | 2     | 1     | 0     | .750     |

外野守備
| 年 度 | 球 団    | 外野  | 外野  | 外野  | 外野  | 外野  | 外野     |
| 年 度 | 球 団    | 試 合 | 刺 殺 | 補 殺 | 失 策 | 併 殺 | 守 備 率 |
| ----- | -------- | ----- | ----- | ----- | ----- | ----- | -------- |
| 2011  | 日本ハム | 20    | 24    | 0     | 0     | 0     | 1.000    |
| 2012  | 日本ハム | 29    | 31    | 1     | 0     | 0     | 1.000    |
| 2013  | 日本ハム | 33    | 57    | 2     | 0     | 0     | 1.000    |
| 2014  | 日本ハム | 69    | 60    | 1     | 2     | 0     | .968     |
| 2015  | 日本ハム | 68    | 76    | 1     | 1     | 1     | .987     |
| 2016  | 日本ハム | 52    | 56    | 2     | 1     | 0     | .983     |
| 2017  | 日本ハム | 14    | 15    | 0     | 0     | 0     | 1.000    |
| 2018  | 日本ハム | 38    | 31    | 1     | 0     | 0     | 1.000    |
| 2019  | 日本ハム | 36    | 30    | 0     | 0     | 0     | 1.000    |
| 2020  | 日本ハム | 49    | 53    | 0     | 2     | 0     | .964     |
| 2021  | 日本ハム | 24    | 14    | 0     | 0     | 0     | 1.000    |
| 2022  | 日本ハム | 14    | 9     | 0     | 0     | 0     | 1.000    |
| 通算  | 通算     | 446   | 456   | 8     | 6     | 1     | .987     |

### 記録
初記録
- 初出場先発出場：2011年6月29日、対千葉ロッテマリーンズ5回戦（札幌ドーム）、「2番・二塁手」で先発出場
- 初打席：同上、1回裏に小野晋吾から四球
- 初盗塁：同上、1回裏に二盗（投手：小野晋吾、捕手：里崎智也）
- 初安打：2011年7月2日、対埼玉西武ライオンズ7回戦（西武ドーム）、1回表に涌井秀章から左前安打
- 初打点：2011年7月3日、対埼玉西武ライオンズ8回戦（西武ドーム）、7回表に藤田太陽から左越2点適時二塁打
- 初本塁打：2012年6月26日、対東北楽天ゴールデンイーグルス7回戦（東京ドーム）、6回裏に川井貴志から左越ソロ

その他の記録
| 記録           | 日付          | 対戦球団   | 球場       | 回    | 打席 | 投手     | 備考               |
| -------------- | ------------- | ---------- | ---------- | ----- | ---- | -------- | ------------------ |
| 左右打席本塁打 | 2019年5月23日 | 楽天12回戦 | 札幌ドーム | 5回裏 | 右   | 辛島航   | 史上19人目、42度目 |
| 左右打席本塁打 | 2019年5月23日 | 楽天12回戦 | 札幌ドーム | 6回裏 | 左   | 今野龍太 | 史上19人目、42度目 |

### 背番号
- 61（2009年 - 2015年）
- 2（2016年[8] - 2022年）

### 登場曲
- 「LOVE YOU ONLY」TOKIO（2011年 - 2012年）
- 「ワンダフルデイズ」ONE☆DRAFT（2013年 - 2022年）
- 「ありがとう」竹本洋介（2014年）
- 「Eye Of The Tiger」Survivor（2012年・2015年）
- 「Ride on」SOLIDEMO（2016年 - 2022年）
- 「スギノールのテーマ（とんねるずの楽曲「がじゃいも」の替え歌）」石橋貴明（2020年 - 2022年）
- 「ガラガラヘビがやってくる」とんねるず（2022年）
- 「一番偉い人へ」とんねるず（2022年）
- 「My HERO」ビーグルクルー（2022年5月28日）

## 出演

### テレビ
レギュラー番組 
- 杉谷拳士が取材中（2023年4月6日 - 2024年3月27日、テレビ朝日） - 冠番組[66]

 特別番組 
- 夢対決!とんねるずのスポーツ王は俺だ!スペシャル（2015年 - 、テレビ朝日）※リアル野球BAN
  - 正月の放送のみの出演。また18年、22年は不参加。

 ゲスト出演 
- ジョブチューン（2016年1月9日・2019年1月18日・12月28日、TBSテレビ）
- 村上信五とスポーツの神様たち（2017年1月11日・18日、フジテレビ）
- 熱烈!ホットサンド!（2017年1月21日、札幌テレビ）
- 中居正広のプロ野球珍プレー好プレー大賞2018（2018年12月8日、フジテレビ）
- ジンギス談!（2020年1月11日・18日、HBCテレビ）
- 中居正広のプロ野球珍プレー好プレー大賞2020（2020年12月13日、フジテレビ）
- プロ野球No.1決定戦!バトルスタジアム（2021年1月10日、読売テレビ）
- 球辞苑〜プロ野球が100倍楽しくなるキーワードたち〜（2022年3月19日、NHK BS1） - VTR出演
- サンデーPUSHスポーツ（2022年12月11日、日本テレビ）
- サンドウィッチマンのスポーツ・ネンイチ!（2022年12月23日、TBSテレビ）
- 行列のできる相談所（2023年1月8日、日本テレビ）
- 人志松本の酒のツマミになる話（2023年1月13日、フジテレビ）
- 踊る!さんま御殿!!（2023年1月17日、日本テレビ）
- じっくり聞いタロウ〜スター近況㊙報告〜（2023年1月17日、テレビ東京）
- 有吉ゼミ（2023年2月6日、日本テレビ）
- アッコにおまかせ!（2023年2月19日・3月19日、TBSテレビ）
- 発見!タカトシランド（2023年2月24日、UHB）
- スポーツ記者団 こぼれ話（2023年3月5日、テレビ朝日）
- ナニコレ珍百景（2023年3月5日、テレビ朝日）
- くりぃむナンタラ（2023年3月5日、テレビ朝日）
- S☆1（2023年3月5日、TBSテレビ）
- THE TIME,（2023年3月10日 - 、TBSテレビ） - 金曜準レギュラーとして不定期出演
- サタデープラス（2023年3月18日、MBS）
- 炎の体育会TV（2023年3月18日、TBSテレビ）
- サンデー・ジャポン（2023年3月19日、TBSテレビ）
- オールスター感謝祭2023春（2023年4月8日、TBSテレビ）
- 相席食堂（2023年4月25日、ABCテレビ[67]）

### ラジオ
- まるごと!エンタメ〜ション（STVラジオ）
  - ようじのぢかん 11月第4週（2022年11月28日 - 12月2日）
- ポッカサッポロ presents クエン酸の日 に杉谷拳士の前進トーク（2023年9月3日、TBSラジオ）
- 伊集院光のタネ（2024年7月11日・12日、ニッポン放送）

### CM
- 日本ハム
  - 「チキンマイスター Fat off チキンハム」（2010年 - 2011年） - WEB 限定
  - 「食とスポーツ応援アンバサダー」（2018年 - 2019年）
- ティーバイティーガレージ（2016年 - 2021年）
- ポッカサッポロ
  - 「リボンナポリン」（2021年）
  - 「北海道富良野ホップ炭酸水」（2023年）
- 札幌市「マイナンバーカード」（2022年）
- 北海道ガス「やってみる課!」（2023年）
- 北海道軽種馬振興公社「ホッカイドウ競馬」（2023年 - ）[68]
- サカタのタネ「セレブレーションレタス」（2024年）[69]
- ホクレン農業協同組合連合会「北海道スポーツ応援メシ」（2024年）[70]
- エコアハウス「ecoaハウス、すごすぎや!」篇・「10年後の杉谷さん」篇（2024年）[71]